# Nine in the Afternoon
«Nine in the Afternoon» —en  español: «Nueve de la tarde»— es la segunda pista y primer sencillo del segundo álbum de la banda Panic at the Disco, Pretty. Odd.. Esta es la primera canción de la banda donde el título es parte de la letra. También es la primera canción estrenada de la banda desde que perdió el signo de exclamación al final de "Panic" y primera canción escrita para el álbum. El video fue grabado el 20 y 21 de diciembre en Los Ángeles, California. Esta fue la primera canción escrita por la banda luego de deshacerse de las canciones que tenían planeadas lanzar en el otoño de 2007. La primera vez que tocaron esta canción fue en el Virgin Festival 2007. La canción ha pasado por algunos cambios en la tonalidad y la letra desde que fue interpretada por primera vez.

## Video musical
De acuerdo con un anuncio, el concepto del video para la canción es una "serie de sucesos extraños pero fundamentalmente reconocibles por los miembros de la banda". El video contiene 40 extras en total, presentados en diferentes épocas, apariencias, guardarropa y cambios de peinados. En una entrevista de MTV, se afirma que "hay bigotes falsos de por medio y un desfile extraño dirigido por los miembros de la banda, que están vestidos en lo que solo se podría describir como el atuendo de 'Sgt. Pepper's-meets-ice-fishing' (varias charreteras y ropa interior termal). Cada uno de ellos también lleva una banda impresa con la leyenda 'Pretty Odd'." Originalmente, se suponía que se iba a grabar varias de las escenas en un "desert wasteland" (desierto baldío) pero el director cometió un error al escribir y escribió "dessert wasteland" (postre baldío). Decidieron adaptar esta idea. El director del video fue Shane Drake, quien trabajó también en "I Write Sins Not Tragedies" y "But It's Better If You Do".
Muchos elementos del video están basados en Los Beatles. El ya mencionado atuendo de Sgt. Pepper's-meets-ice-fishing', también cada uno se despierta en un cuarto de diferente color, como Los Beatles en su película "Help!" (¡Ayuda!). Los miembros de la banda también usan disfraces de animales, como Los Beatles hicieron en el video de "I Am the Walrus" (Yo Soy La Morsa). La secuencia donde los miembros huyen de una multitud de chicas gritando es también similar a "A Hard Day's Night".
MTV estrenó el video de "Nine in the Afternoon" el 10 de febrero de 2008 a las 9:00 p. m. Esta fecha fue confirmada previamente el Panic's Final Challenge en su sitio web. El video hizo su debut en TRL al día siguiente.
El video musical de "Nine in the afternoon" fue nominado en la categoría Mejor Video musical Pop en los MTV Video Music Awards 2008.

## Posición en las listas
Durante su primera semana de liberación, "Nine in the Afternoon" fue la pista más añadida en la radio de rock moderno. Para la lista semanal de sencillos del 16 de febrero de 2008, la canción debutó en el #19 en el Modern Rock Tracks. La misma semana también debutó en el #79 en el Hot 100. También debutó en el #58 en el Canadian Hot 100, y en el #24 en el Australian ARIA Charts. El sencillo debutó en el #13 en el UK Singles Chart solamente en descargas, convirtiéndose en su más alto sencillo en dicho país hasta el momento.

### Listas de popularidad
| Lista (2008)                          | Posición más alta |
| ------------------------------------- | ----------------- |
| Australian ARIA Singles Chart         | 19                |
| Brazilian Hot 100                     | 25                |
| Canadian Hot 100                      | 48                |
| Chilean Singles Chart                 | 24                |
| Irish Singles Chart                   | 39                |
| Japan Top 100 Chart                   | 10                |
| New Zealand RIANZ Singles Chart       | 28                |
| Polish Singles Chart                  | 52                |
| Singapore Top 20 Countdown            | 1                 |
| Thailand Singles Chart                | 18                |
| UK Singles Chart                      | 13                |
| UK Rock Chart                         | 1                 |
| U.S. Billboard Hot 100                | 51                |
| U.S. Billboard Pop 100                | 39                |
| U.S. Billboard Hot Modern Rock Tracks | 8                 |
| U.S. iTunes Alternative Chart         | 1                 |